# Гелдер, Иэн
Иэн Гелдер (англ. Ian Gelder; 3 июня 1949 — 6 мая 2024) — английский актёр. Он известен по многим ролям на сцене и на экране, включая мистера Деккера в «Торчвуде», Кивана Ланнистера в «Игре престолов» и Нормана Гордона в сериале «Большой куш».

## Карьера
Гелдер появился в фильме «Судья Рампол» в роли сына лектора университета Рампола. Он также сыграл множество ролей на сцене и на экране. Его работы на сцене включают «Малую дорогу» (2013). С мая по июль 2014 года он играл Марка Андроника, брата Тита, в пьесе «Тит Андроник» 2006 года в Шекспировском театре «Глобус».
Он появился в телевизионных сериалах таких как «Торчвуд» в 2009 году, и «Игра престолов» в 2011 году, в ролях мистера Деккера и Кивана Ланнистера соответственно. После трёхлетнего отсутствия, Гелдер вернулся в роли Кивана Ланнистера в пятом сезоне сериала канала HBO «Игра престолов».
В 2017 году вышел сериал «Большой куш», где Гелдер сыграл роль старого вора-медвежатника Нормана Гордона.

## Личная жизнь
Партнёром Гелдера был актёр Бен Дэниелс. Они познакомились в 1993 году.
Гелдер скончался 6 мая 2024 года от осложнений, вызванных раком желчных протоков на 75-м году жизни.